# جيم ويتلي
جيم ويتلي (بالإنجليزية: Jim Whitley)‏ هو لاعب كرة قدم بريطاني في مركز الوسط، ولد في 14 أبريل 1974 في ندولا في المملكة المتحدة، شارك مع منتخب أيرلندا الشمالية لكرة القدم ومنتخب إيرلندا الشمالية لكرة القدم من الدرجة الثانية.أما مع النوادي، فقد لعب مع نادي بلاكبول ونادي ريكسهام ومانشستر سيتي ونادي نورثامبتون تاون ونورويتش سيتي وسويندون تاون.

## وصلات خارجية
- جيم ويتلي على موقع قاعدة بيانات كرة القدم.إي يو (الإنجليزية)
- جيم ويتلي على موقع ناشيونال فوتبول تيمز (الإنجليزية)
- جيم ويتلي على موقع Soccerbase.com (لاعب) (الإنجليزية)
- جيم ويتلي على موقع Soccerway.com (الإنجليزية)